# هورنتوون (اکلاهما)
هورنتوون(به انگلیسی: Horntown) شهری در ایالت اکلاهما کشور ایالات متحده آمریکا است که جمعیت آن در سرشماری سال ۲۰۱۰ میلادی، ۹۷ نفر بوده‌است.